# Maurice Norman
Maurice Norman (ur. 8 maja 1934 w Blackburn, zm. 27 listopada 2022) – angielski piłkarz podczas kariery występujący na pozycji obrońcy.

## Kariera klubowa
Maurice Norman piłkarską karierę rozpoczął w trzecioligowym Norwich City w 1952. W listopadzie 1955 został kupiony za sumę 28 tys. funtów przez pierwszoligowy Tottenham Hotspur, w którym występował do końca kariery w 1966. W nowych barwach zadebiutował w meczu z Cardiff City. Z Tottenhamem zdobył mistrzostwo Anglii w 1961 oraz dwukrotnie Puchar Anglii w 1961 i 1962. Na arenie międzynarodowej zdobył Puchar Zdobywców Pucharów w 1963 (Norman wystąpił w finale z Atlético Madryt). W latach 1955–1966 w barwach Spurs rozegrał w 411 spotkań, w których zdobył 19 bramek.
| Sezon   | Klub                   | Kraj   | Rozgrywki      | Mecze | Bramki |
| ------- | ---------------------- | ------ | -------------- | ----- | ------ |
| 1953/54 | Norwich City F.C.      | Anglia | Division Three | 0     | 0      |
| 1954/55 | Norwich City F.C.      | Anglia | Division Three | 18    | 0      |
| 1955/56 | Norwich City F.C.      | Anglia | Division Three | 17    | 0      |
| 1955/56 | Tottenham Hotspur F.C. | Anglia | Division One   | 27    | 1      |
| 1956/57 | Tottenham Hotspur F.C. | Anglia | Division One   | 16    | 0      |
| 1957/58 | Tottenham Hotspur F.C. | Anglia | Division One   | 33    | 1      |
| 1958/59 | Tottenham Hotspur F.C. | Anglia | Division One   | 35    | 3      |
| 1959/60 | Tottenham Hotspur F.C. | Anglia | Division One   | 39    | 1      |
| 1960/61 | Tottenham Hotspur F.C. | Anglia | Division One   | 41    | 4      |
| 1961/62 | Tottenham Hotspur F.C. | Anglia | Division One   | 40    | 0      |
| 1962/63 | Tottenham Hotspur F.C. | Anglia | Division One   | 38    | 1      |
| 1963/64 | Tottenham Hotspur F.C. | Anglia | Division One   | 42    | 3      |
| 1964/65 | Tottenham Hotspur F.C. | Anglia | Division One   | 30    | 1      |
| 1965/66 | Tottenham Hotspur F.C. | Anglia | Division One   | 16    | 1      |

## Kariera reprezentacyjna
W 1958 Norman uczestniczył w mistrzostwach świata. Na turnieju w Szwecji Norman był rezerwowym i nie wystąpił w żadnym meczu. W reprezentacji Anglii Norman zadebiutował dopiero 20 maja 1962 w wygranym 1-0 towarzyskim meczu z Peru. W tym samym roku Norman po raz drugi uczestniczył w mistrzostwach świata. Na turnieju w Chile, Norman wystąpił we wszystkich czterech meczach: z Węgrami, Argentyną, Bułgarią i ćwierćfinale z Brazylią. Ostatni raz w reprezentacji wystąpił 9 grudnia 1964 w zremisowanym 1-1 towarzyskim meczu z Holandią. Ogółem w reprezentacji rozegrał 23 spotkania.